# گالاگامانا
گالاگامانا (به لاتین: Galagammana) یک منطقهٔ مسکونی در سری‌لانکا است که در استان جنوبی (سری‌لانکا) واقع شده‌است.